# آنتی پولامتس
آنتی پولامتس (استونیایی: Anti Poolamets؛ زادهٔ ۲۲ فوریهٔ ۱۹۷۱) سیاستمدار و نماینده مجلس اهل استونی است.